# 木里吊灯花
木里吊灯花（学名：Ceropegia muliensis）是夹竹桃科吊灯花属的植物，为中国的特有植物。分布于中国大陆的四川等地，生长于海拔3,000米的地区，多生长于山地灌木丛中，目前尚未由人工引种栽培。